# Villarejo de Medina
Villarejo de Medina es una localidad española, pedanía del municipio de Anguita, perteneciente a la provincia de Guadalajara, en la comunidad autónoma de Castilla-La Mancha.

## Geografía
Se halla junto a las localidades de Padilla del Ducado, Santa María del Espino (ambas pedanías de Anguita), la Riba de Saelices y Saelices de la Sal. El pueblo se halla dentro del parque natural del Alto Tajo.

## Historia
Al igual que ocurre con Padilla del Ducado, en su nombre se hace referencia a la anterior pertenencia del lugar al ducado de Medinaceli.
A mediados del siglo XIX, el lugar, por entonces con ayuntamiento propio, tenía contabilizada una población de 122 habitantes. Aparece descrito en el decimosexto volumen del Diccionario geográfico-estadístico-histórico de España y sus posesiones de Ultramar de Pascual Madoz de la siguiente manera:

VILLAREJO: l. con ayunt. en la prov. de Guadalajara (14 leg.), part. jud. de Cifuentes (5), aud. terr. de Madrid (24), c. g. de Castilla la Nueva, dióc de Siguenza (5): sit. en un valle en la falda de un cerro que le resguarda del N., su clima sin embargo es frio, y las enfermedades mas comunes, las agudas: tiene 30 casas; la consistorial; dos fuentes de buenas aguas; una igl. parr. (Sta. Maria Magdalena) servida por un cura y un sacristan; confina el térm. con los de La Riva, Saelices, Padilla y Rata; dentro de él se encuentra una ermita (La Purísima Concepcion): el terreno que participa de quebrado y llano, es de mediana calidad; tiene buenos montes de pino y mata baja. caminos: los locales, en mal estado. correo: se recibe y despacha en Cifuentes. prod.: cereales, legumbres, maderas de construccion, leñas de combustible y buenos pastos, con los que se mantiene ganado lanar, cabrio, vacuno y mular; abunda la caza de perdices, conejos, liebres, algunos venados y corzos. pobl.: 26 vec., 122 almas. cap. prod.: 716,000 rs. imp.: 35,800. contr.: 1,674.
(Madoz, 1850, p. 259)

El municipio de Villarejo de Medina desapareció en 1970, al fusionarse con los de Anguita y Santa María del Espino.
En el año 2005 un grave incendio asoló el monte pinar del pueblo, junto a los de otros muchas localidades vecinas. Estos pinares habían sido recuperados, en tiempos recientes, de los duques de Medinaceli.

## Demografía
| Gráfica de evolución demográfica de Villarejo de Medina entre 1842 y 1960 |
| |
| Población de derecho según los censos de población del INE Población de hecho según los censos de población del INEEntre el censo de 1857 y el anterior, crece el término del municipio porque incorpora a Rata Entre el censo de 1970 y el anterior, este municipio desaparece porque se integra en el municipio Anguita |

## Patrimonio
- Ermita de La Inmaculada